# Michael Ewig
Michael Ewig (* 1964 in Beckum) ist ein deutscher Biologiedidaktiker.

## Leben
Nach dem Studium der Fächer Biologie und Latein, Abschluss: Erste Staatsprüfung Lehramt Sekundarstufe I und II an der Universität Münster (1984–1990) und dem Promotionsstudium im Fach Biologie und Lehramtsstudium (S II und I) im Fach Geographie in Münster (1992–1996) war er von 1997 bis 1999 Studienreferendar am Studienseminar für das Lehramt für die Sekundarstufe II, Hamm (2. Staatsexamen). Nach der Promotion bei Friedrich Weber und Alexander Lerchl zum Dr. rer. nat. an der Westfälischen Wilhelms-Universität Münster (2000) war er von 1999 bis 2007 wissenschaftlicher Mitarbeiter / Studienrat i. H. an der Westfälischen Wilhelms-Universität Münster, Institut dür Didaktik der Biologie. Von 2007 bis 2014 war er Professor für Naturwissenschaftliches Lernen - Biologie an der PH Weingarten. Seit 2014 ist er Universitätsprofessor Biologie und ihre Didaktik an der Universität Vechta.

## Schriften (Auswahl)
- Experimente zum Erklärungswert von Phasen-Respons-Kurven für die Synchronisation endogener circadianer Rhythmen. Untersuchungen an der Schabe Blaberus craniifer. Münster 2000, ISBN 3-930962-68-3.